# Повторяемость измерений
Повторяемость (также сходимость результатов измерений) — близость друг к другу результатов измерений одной и той же величины, выполненных повторно одними и теми же средствами, одним и тем же методом в одинаковых условиях и с одинаковой тщательностью.

## Терминология
- Повторяемость[2], повторяемость (результата проверки)[3], повторяемость (результатов измерений)[4], сходимость (результатов измерений)[4], повторяемость (сходимость) результатов испытаний[5] (англ. repeatibility[3][4][2], англ. measurement repeatibility[4], англ. repeatability of measurements[1]) — прецизионность в условиях повторяемости (по ИСО 5725.1[2])[3]
- Условия повторяемости (англ. repeatability conditions[3][2]) — условия, при которых независимые результаты проверки получены одним методом, на идентичных испытательных образцах, в одной лаборатории, одним оператором, с использованием одного оборудования и за короткий интервал времени (по ИСО 5725.1[2])[3]
- Предел повторяемости (сходимости) (англ. repeatability limit[3][2]) — значение, которое с доверительной вероятностью 95 % не превышается абсолютной величиной разности между результатами двух измерений (или испытаний), полученными в условиях повторяемости (сходимости)[2], используется обозначение r[3], в настоящее время в нормативных документах принято обозначение d[3]; повторяемость r — расхождение между двумя результатами испытаний, полученными одним и тем же оператором на одной и той же аппаратуре в постоянном рабочем режиме на идентичном испытуемом материале в течение длительного времени при нормальном и правильном выполнении метода испытания, может превышать соответствующие предельные значения только в одном случае из двадцати[6].